# BM Huesca
BM Huesca (pełna nazwa:Balonmano Huesca) – męski klub piłki ręcznej z Hiszpanii, powstał w 1995 roku w Huesca. Klub występuje w hiszpańskiej Lidze ASOBAL, w której po raz pierwszy w historii zagra w sezonie 2011/12.